# 帕斯特伦戈
帕斯特伦戈（義大利語：Pastrengo），是意大利威尼托大区维罗纳省的一个市镇。总面积8.96平方公里，人口2809人，人口密度313.5人/平方公里（2009年）。国家统计（ISTAT）代码为023057。
帕斯特倫戈因1848年4月30日第一次意大利獨立戰爭期間皮埃蒙特軍隊和奧地利軍隊之間發生的帕斯特倫戈戰役而聞名。